# Top Model of the World 2008/2009
Top Model of the World 2008/2009 fue la 16.ª edición del certamen Top Model of the World, correspondiente al año 2009; la cual se llevó a cabo el 4 de abril en Berlín, Alemania. Candidatas de 41 países y territorios autónomos compitieron por el título. Al final del evento, Alexsandra Alores, Top Model of the World 2007/2008 de Alemania, coronó a Débora Moura Lyra, de Brasil, como su sucesora.

## Resultados
| Posiciones                       | Candidata |
| -------------------------------- | --- |
| Top Model of the World 2008/2009 | - Brasil - Débora Moura Lyra |
| Primera Finalista                | - Estados Unidos - Yolimar Sánchez |
| Segunda Finalista                | - Bulgaria - Diana Ivancheva |
| Tercera Finalista                | - La Española - Rosa Abreu |
| Cuarta Finalista                 | - Polonia - Marta Marciszak |
| Top 15                           | - Armenia - Mari Aksel Nubaryan - Bielorrusia - Yuliya Sindeyeva - Bolivia - Daniela Michelle Núñez del Prado Serrano - Colombia - Stephanie Garcés Aljure - Honduras - Lesly Gabriela Molina Kristoff - Kazajistán - Xeniya Parshina - Kosovo - Elza Marku - República Dominicana - Sugeidy Castillo Pérez - Suecia - Melinda Malmberg - Zimbabue - Cynthia Maideyi Muvirimi |

## Premios especiales
| Premio          | Candidata                            |
| --------------- | ------------------------------------ |
| Miss Fotogénica | - Bielorrusia - Yuliya Sindeyeva     |
| Mejor Cuerpo    | - Colombia - Stephanie Garcés Aljure |
| Mejor Cabello   | - Australia - Vanessa Portelli       |
| Mejor Pasarela  | - Seychelles - Nathalie Domingue     |

## Candidatas
41 candidatas compitieron por el título:
(En la lista se utiliza su nombre completo, los sobrenombres van entrecomillados y los apellidos utilizados como nombre artístico, entre paréntesis; fuera de ella se utilizan sus nombres «artísticos» o simplificados).
| País/Territorio                 | Candidata                                |
| ------------------------------- | ---------------------------------------- |
| Alemania                        | Nora Hamdi                               |
| Armenia                         | Mari Aksel Nubaryan                      |
| Australia                       | Vanessa Portelli                         |
| Austria                         | Angelika Primus                          |
| Bahamas                         | Chrystal Tiffany Ann Bethell             |
| Bélgica                         | Dorien Ooms                              |
| Bielorrusia                     | Yuliya Sindeyeva                         |
| Bolivia                         | Daniela Michelle Núñez del Prado Serrano |
| Brasil                          | Débora Moura Lyra                        |
| Bulgaria                        | Diana Ivancheva                          |
| Camboya                         | Pi La                                    |
| Canadá                          | Shaileen Stanley                         |
| Caribe                          | Nelia Reyes Montero                      |
| Colombia                        | Stephanie Garcés Aljure                  |
| Cuba                            | Lareesa Rene Shaw                        |
| Dinamarca                       | Line Kruuse                              |
| Estados Unidos                  | Yolimar Sánchez                          |
| Francia                         | Amandine Kocevar                         |
| Georgia                         | Anna Lomidzee                            |
| Guadalupe                       | Vanessa Ingrid Delphin                   |
| Honduras                        | Lesly Gabriela Molina Kristoff           |
| India                           | Kajal Jain                               |
| Islandia                        | Thorgerdur Thorvardardottir              |
| Kazajistán                      | Xeniya Parshina                          |
| Kosovo                          | Elza Marku                               |
| La Española                     | Rosa Abreu                               |
| Lituania                        | Radvile Gaile Bautronyte                 |
| Malasia                         | Yuen Sze Jia                             |
| Malta                           | Christina Saliba                         |
| Mediterráneo                    | Tiffany Pisani                           |
| Polonia                         | Marta Marciszak                          |
| Puerto Rico                     | Valerie Martínez Muñiz                   |
| República Checa                 | Katerina Stosova                         |
| República Democrática del Congo | Bijoux Nyota                             |
| República Dominicana            | Sugeidy Castillo Pérez                   |
| Rumania                         | Monica Illyes Gyongyver                  |
| Rusia                           | Valeriya Tselykh                         |
| Seychelles                      | Nathalie Domingue                        |
| Suecia                          | Melinda Malmberg                         |
| Taiwán                          | Chia Jung Yu                             |
| Zimbabue                        | Cynthia Maideyi Muvirimi                 |

## Datos acerca de las delegadas
- Algunas de las delegadas de Top Model of the World 2008/2009 han participado en otros certámenes internacionales de importancia:
  - Mari Aksel Nubaryan (Armenia) participó sin éxito en Elite Model Look 2004 y Miss Turismo Queen Internacional 2009.
  - Angelika Primus (Austria) participó sin éxito en Miss Friendship Internacional 2009.
  - Chrystal Tiffany Ann Bethell (Bahamas) participó sin éxito en Beauty of the World 2009.
  - Daniela Michelle Núñez del Prado Serrano (Bolivia) fue semifinalista en Miss Intercontinental 2011 y participó sin éxito en Miss Internacional 2011.
  - Débora Moura Lyra (Brasil) participó sin éxito en Miss Universo 2010 y fue ganadora de Miss Multiverse 2013.
  - Line Kruuse (Dinamarca) participó sin éxito en Miss Mundo 2007.
  - Amandine Kocevar (Francia) participó sin éxito en Miss Model of the World 2008 representando a Mónaco.
  - Anna Lomidzee (Georgia) participó sin éxito en Miss Friendship Internacional 2010, Miss Turismo Oriental 2012 y Miss Grand Internacional 2013.
  - Lesly Gabriela Molina Kristoff (Honduras) participó sin éxito en Miss Asia Pacífico Internacional 2005 y Miss Tierra 2006 y fue semifinalista en Miss Intercontinental 2009 y Miss Supranacional 2010.
  - Elza Marku (Kosovo) participó sin éxito en Miss Tierra 2009.
  - Radvile Gaile Bautronyte (Lituania) participó sin éxito en Miss Turismo Queen Internacional 2008.
  - Bijoux Nyota (República Democrática del Congo) participó sin éxito en Miss Intercontinental 2008.
  - Sugeidy Castillo Pérez (República Dominicana) participó sin éxito en Miss Intercontinental 2008 representando a Haití.
  - Cynthia Maideyi Muvirimi (Zimbabue) fue ganadora de Miss Global Internacional 2007 y participó sin éxito en Miss Mundo 2008.

## Sobre los países en Top Model of the World 2008/2009

### Naciones debutantes
| - Camboya - Georgia - Islandia | - República Democrática del Congo - Seychelles |

### Naciones que regresan a la competencia
Compitieron por última vez en 2004:
- Bolivia
- Canadá

Compitieron por última vez en 2005:
- Bélgica
- La Española
- Lituania
- Suecia

Compitieron por última vez en 2006/2007:
- Austria
- Bulgaria
- Caribe
- Dinamarca
- Estados Unidos
- Kazajistán

### Naciones ausentes
| - Corea - Egipto - Escocia - España - Filipinas - Grecia - Inglaterra - Irlanda - Isla de Margarita | - Islas Británicas - Islas del Caribe - Nigeria - Serbia - Sudáfrica - Turquía - Ucrania - Venezuela - Zambia |